# Cissy Houston (album 1977)
Cissy Houston è un album discografico della cantante di Rhythm and Blues statunitense Cissy Houston, pubblicato dall'etichetta discografica Private Stock Records nel novembre del 1977.

## Tracce

### LP
Lato A
1. Tomorrow – 3:33 (Charles Strouse, Martin Charnin)
2. Morning Much Better – 4:06 (Michael Zager, Aram Schefrin)
3. Your Song – 5:43 (Bernie Taupin, Elton John)
4. Love Is Holding On – 3:28 (Barbara Morr, Betsy Durkin Matthes)

Lato B
1. He Ain't Heavy, He's My Brother – 4:21 (Bobby Russell, Bobby Scott)
2. It Never Really Ended – 2:55 (Alvin Fields, Barbara Soehner)
3. Make It Easy on Yourself – 5:14 (Hal David, Burt Bacharach)
4. Things to Do – 3:20 (George Young, Harry Vanda)
5. Love Is Something That Leads You – 2:59 (Michael Zager, Barbara Soehner)

## Musicisti
- Cissy Houston - voce, accompagnamento vocale-cori
- Rick Marotta - batteria
- Steve Jordan - batteria
- Rob Mounsey - tastiere
- Leon Pendarvis - tastiere
- Richard Tee - tastiere
- Donny Harper - tastiere
- Bob Babbitt - basso
- Will Lee - basso
- Jeff Mironov - chitarra
- Cornell Dupree - chitarra
- Lance Quinn - chitarra
- Rubens Bassini - percussioni
- John Gatchell - tromba, flicorno
- Bob Millikan - tromba, flicorno
- Dave Taylor - trombone basso
- Gerald Chamberlain - trombone
- Brooks Tillotson - corno francese
- James Buffington - corno francese
- Sharon Moe - corno francese
- George Marge - sassofono alto, sassofono tenore, flauto alto, oboe, corno inglese
- George Marge - corno inglese solista (brano: He Ain't Heavy, He's My Brother)
- Arnie Lawrence - sassofono alto, sassofono tenore, flauto alto
- Arnie Lawrence - sassofono tenore solista (brano: Make It Easy on Yourself)
- The Alfred Vincent Brown Strings - strumenti ad arco
- Alvin Fields - accompagnamento vocale-cori
- Arnold McCuller - accompagnamento vocale-cori
- Yolanda (Ullanda) McCullough - accompagnamento vocale-cori
- David Lasley - accompagnamento vocale-cori
- Maeretha Stewart - accompagnamento vocale-cori
- Ken Williams - accompagnamento vocale-cori
- The Voices of Hope - accompagnamento vocale-cori (brano: Your Song)

Note aggiuntive
- Michael Zager - produttore (per la Love Zager Productions Inc.), arrangiamenti, conduttore musicale
- Jerry Love - produttore esecutivo
- Registrazioni effettuate al Columbia Recording Studios di New York City, New York
- Tim Geelan - ingegnere delle registrazioni
- Phil Gianbalvo, Lee Yates e Bob Walker - ingegneri delle registrazioni
- Ed Caraeff - design e foto copertina album originale
- Michael Manoogian - lettering
- Beverly Weinstein - art direction copertina album originale[2]

## Classifica
Singoli
| Anno | Titolo del brano                 | Classifica        | Posizione raggiunta |
| ---- | -------------------------------- | ----------------- | ------------------- |
| 1977 | Tomorrow                         | Billboard Hot 100 | 74                  |
| 1977 | Love Is Something That Leads You | Billboard Hot 100 | 97                  |
| 1977 | Tomorrow                         | Billboard Hot 100 | 74                  |
| 1977 | Love Is Something That Leads You | Billboard Hot 100 | 97                  |